# Алакамиси Анативату
Алакамиси Анативату (на малгашки: Alakamisy Anativato) е община (каоминина) в Мадагаскар, провинция Антанариву, регион Вакинанкарача, окръг Бетефу. Населението на общината през 2001 година е 8825 души.